# زمین عباسو
زمین عباسو، روستایی در دهستان سردشت بخش مرکزی شهرستان بشاگرد در استان هرمزگان ایران است.

## جمعیت
بر پایه سرشماری عمومی نفوس و مسکن در سال ۱۳۹۵، جمعیت این روستا برابر با ۸۹ نفر (۳۶ خانوار) بوده‌است.